# Bilecik (Provinz)
Bilecik ist eine Provinz der Türkei. Ihre Hauptstadt ist das gleichnamige Bilecik.
Die Provinz hat 218.717 Einwohner (Stand Ende 2020) auf einer Fläche von 4179 km². Sie belegt (Stand Ende 2020): Platz 71 der Bevölkerungsliste, Platz 70 in der Flächeliste und Platz 57 auf der Liste der Bevölkerungsdichte.
Sie grenzt an die Provinzen Bursa, Kütahya, Sakarya, Bolu und Eskişehir. 
Da in der Kleinstadt Söğüt im 13. Jahrhundert Osman I. geboren wurde, gilt sie als die Keimzelle des Osmanischen Reichs.

## Verwaltungsgliederung
Die Provinz ist in acht Landkreise (İlçe) untergliedert:
| Kreis- code 1      | Landkreis (İlçe)   | Fläche 2 (km²) | Bevölkerung (2020) 3 | Bevölkerung (2020) 3       | Anzahl der Einheiten   | Anzahl der Einheiten  | Anzahl der Einheiten | Bevölke- rungs- dichte (Ew./km²) | städt. Anteil (in %) | Sex Ratio 4 | Grün- dungs- datum 5, 6 |
| Kreis- code 1      | Landkreis (İlçe)   | Fläche 2 (km²) | Landkreis (İlçe)     | Verwal- tungssitz (Merkez) | Gemein- den (Belediye) | Stadt- viertel (Mah.) | Dörfer (Köy)         | Bevölke- rungs- dichte (Ew./km²) | städt. Anteil (in %) | Sex Ratio 4 | Grün- dungs- datum 5, 6 |
| ------------------ | ------------------ | -------------- | -------------------- | -------------------------- | ---------------------- | --------------------- | -------------------- | -------------------------------- | -------------------- | ----------- | ----------------------- |
| 1210               | Bozüyük            | 860            | 76.987               | 70.698                     | 2                      | 14                    | 44                   | 89,5                             | 94,52                | 991         | 1926                    |
| 1359               | Gölpazarı          | 670            | 9.463                | 6.092                      | 1                      | 5                     | 48                   | 14,1                             | 64,38                | 921         | 1926                    |
| 1948               | İnhisar            | 244            | 2.309                | 1.016                      | 1                      | 4                     | 9                    | 9,5                              | 44,00                | 999         | 1990                    |
| 1192               | Merkez Bilecik     | 793            | 78.029               | 65.073                     | 3                      | 20                    | 46                   | 98,4                             | 90,40                | 925         |                         |
| 1559               | Osmaneli           | 490            | 21.072               | 15.598                     | 1                      | 4                     | 27                   | 43,0                             | 74,02                | 998         | 1926                    |
| 1571               | Pazaryeri          | 324            | 10.077               | 6.274                      | 1                      | 6                     | 24                   | 31,1                             | 62,26                | 1044        | 1953                    |
| 1636               | Söğüt              | 523            | 17.924               | 13.012                     | 1                      | 5                     | 23                   | 34,3                             | 72,60                | 988         |                         |
| 1857               | Yenipazar          | 273            | 2.856                | 1.018                      | 1                      | 4                     | 23                   | 10,5                             | 35,64                | 1043        | 1987                    |
| PROVINZ 11 Bilecik | PROVINZ 11 Bilecik | 4.179          | 218.717              |                            | 11                     | 62                    | 244                  | 52,3                             | 85,19                | 967         |                         |

## Bevölkerung

### Ergebnisse der Bevölkerungsfortschreibung
Nachfolgende Tabelle zeigt die jährliche Bevölkerungsentwicklung am Jahresende nach der Fortschreibung durch das 2007 eingeführte adressierbare Einwohnerregister (ADNKS). Außerdem sind die Bevölkerungswachstumsrate und das Geschlechterverhältnis (Sex Ratio d. h. Anzahl der Frauen pro 1000 Männer) aufgeführt.

Der Zensus von 2011 ermittelte 203.157 Einwohner, das sind knapp 9.000 Einwohner mehr als zum Zensus 2000.

| Jahr  | Bevölkerung am Jahresende | Bevölkerung am Jahresende | Bevölkerung am Jahresende | Wachstums- rate der Be- völkerung (in %) | Geschlechter verhältnis (Frauen auf 1000 Männer) | Rang (unter den 81 Provinzen) |
| Jahr  | gesamt                    | männlich                  | weiblich                  | Wachstums- rate der Be- völkerung (in %) | Geschlechter verhältnis (Frauen auf 1000 Männer) | Rang (unter den 81 Provinzen) |
| ----- | ------------------------- | ------------------------- | ------------------------- | ---------------------------------------- | ------------------------------------------------ | ----------------------------- |
| 2020  | 218.7178                  | 111.190                   | 107.527                   | −0,32                                    | 967                                              | 71                            |
| 2019  | 219.427                   | 112.027                   | 107.400                   | −1,80                                    | 959                                              | 71                            |
| 2018  | 223.448                   | 116.923                   | 106.525                   | 0,79                                     | 911                                              | 71                            |
| 2017  | 221.693                   | 116.528                   | 105.165                   | 1,56                                     | 902                                              | 71                            |
| 2016  | 218.297                   | 114.189                   | 104.108                   | 2,80                                     | 912                                              | 71                            |
| 2015  | 212.361                   | 109.794                   | 102.567                   | 1,16                                     | 934                                              | 71                            |
| 2014  | 209.925                   | 108.680                   | 101.245                   | 0,50                                     | 932                                              | 71                            |
| 2013  | 208.888                   | 108.793                   | 100.095                   | 2,34                                     | 920                                              | 71                            |
| 2012  | 204.116                   | 105.389                   | 98.727                    | 0,13                                     | 937                                              | 71                            |
| 2011  | 203.849                   | 106.691                   | 97.158                    | −9,55                                    | 911                                              | 71                            |
| 2010  | 225.381                   | 128.562                   | 96.819                    | 11,54                                    | 753                                              | 68                            |
| 2009  | 202.061                   | 105.929                   | 96.132                    | 4,60                                     | 908                                              | 71                            |
| 2008  | 193.169                   | 97.631                    | 95.538                    | −5,21                                    | 979                                              | 72                            |
| 2007  | 203.777                   | 108.299                   | 95.478                    | −                                        | 882                                              | 70                            |
| 20001 | 194.326                   | 101.919                   | 92.407                    |                                          | 907                                              | 72                            |

1 Zensus 2000

### Volkszählungsergebnisse
Nachfolgende Tabellen geben den bei den 14 Volkszählungen dokumentierten Einwohnerstand der Provinz Bilecik wieder.
Die Werte der linken Tabelle sind E-Books (der Originaldokumente) entnommen, die Werte der rechten Tabelle entstammen der Datenabfrage des Türkischen Statistikinstituts TÜIK – abrufbar über diese Webseite:
| Jahr | Bevölkerung | Bevölkerung | Rang |
| Jahr | Provinz     | Türkei      | Rang |
| ---- | ----------- | ----------- | ---- |
| 1927 | 113.660     | 13.648.270  | 52   |
| 1935 | 125.421     | 16.158.018  | 55   |
| 1940 | 127.977     | 17.820.950  | 55   |
| 1945 | 136.053     | 18.790.174  | 54   |
| 1950 | 137.030     | 20.947.188  | 57   |
| 1955 | 138.813     | 24.064.763  | 62   |
| 1960 | 145.699     | 27.754.820  | 63   |

| Jahr | Bevölkerung | Bevölkerung | Rang |
| Jahr | Provinz     | Türkei      | Rang |
| ---- | ----------- | ----------- | ---- |
| 1965 | 139.041     | 31.391.421  | 66   |
| 1970 | 138.856     | 35.605.176  | 66   |
| 1975 | 137.120     | 40.347.719  | 66   |
| 1980 | 147.001     | 44.736.957  | 67   |
| 1985 | 160.909     | 50.664.458  | 66   |
| 1990 | 175.526     | 56.473.035  | 69   |
| 2000 | 194.326     | 67.803.927  | 72   |

Anzahl der Provinzen bezogen auf die Censusjahre:
- 1927, 1940 bis 1950: 63 Provinzen
- 1935: 57 Provinzen
- 1955: 67 Provinzen
- 1960 bis 1985: 73 Provinzen
- 1990: 73 Provinzen
- 2000: 81 Provinzen

## Persönlichkeiten
- Osman I. (1258–1326, nach anderen Angaben 1324), Begründer des Osmanischen Reiches